# Adrian (Teksas)
Adrian – miasto w Stanach Zjednoczonych, w stanie Teksas, w hrabstwie Lawrence.